# HD92507
HD92507 — хімічно пекулярна зоря спектрального класу F0, що має видиму зоряну величину в смузі V приблизно  9,3.
Вона  розташована на відстані близько 656,3 світлових років від Сонця.